# Windsor (condado de Dane)
Windsor es un lugar designado por el censo ubicado en el condado de Dane en el estado estadounidense de Wisconsin. En el censo de 2010 tenía una población de 3.573 habitantes y una densidad poblacional de 439,62 personas por km².

## Geografía
Windsor se encuentra ubicado en las coordenadas 43°12′56″N 89°20′24″O / 43.21556, -89.34000. Según la Oficina del Censo de los Estados Unidos, Windsor tiene una superficie total de 8.13 km², de la cual 8.05 km² corresponden a tierra firme y (0.96%) 0.08 km² es agua.

## Demografía
Según el censo de 2010, había 3.573 personas residiendo en Windsor. La densidad de población era de 439,62 hab./km². De los 3.573 habitantes, Windsor estaba compuesto por el 93.81% blancos, el 1.74% eran afroamericanos, el 0.2% eran amerindios, el 1.99% eran asiáticos, el 0.06% eran isleños del Pacífico, el 0.84% eran de otras razas y el 1.37% pertenecían a dos o más razas. Del total de la población el 2.32% eran hispanos o latinos de cualquier raza.